# Championnat de Finlande de football 1987
Navigation
Saison précédente Saison suivante
La saison 1987 du Championnat de Finlande de football était la 58e édition de la première division finlandaise à poule unique, la Mestaruussarja. Les douze meilleurs clubs du pays jouent les uns contre les autres à deux reprises durant la saison, à domicile et à l'extérieur. Le dernier est relégué directement en Ykkonen tandis que l'avant-dernier dispute un barrage face au vice-champion de deuxième division pour tenter de conserver sa place parmi l'élite.
C'est le HJK Helsinki qui remporte le titre cette saison en terminant en tête du classement final du championnat, avec 3 points d'avance sur le tenant du titre, le Kuusysi Lahti et 5 sur le TPS Turku. C'est le 15e titre de champion de Finlande de l'histoire du HJK. Le Kuusysi Lahti perd son titre mais remporte un nouveau trophée cette saison grâce à sa victoire en finale de la Coupe de Finlande face au FC Ilves Tampere.

## Les 12 clubs participants
| - FC Ilves Tampere - RoPS Rovaniemi - Reipas Lahti - Promu de Ykkonen - Koparit Kuopio - Haka Valkeakoski - PPT Pori | - HJK Helsinki - Kuusysi Lahti - KePS Kemi - TPS Turku - KuPS Kuopio - MP Mikkeli |

## Compétition
Le barème de points servant à établir le classement se décompose ainsi :
- Victoire : 2 points
- Match nul : 1 point
- Défaite : 0 point

### Classement
| Rang | Équipe            | Pts | J  | G  | N  | P  | Bp | Bc | Diff |
| ---- | ----------------- | --- | -- | -- | -- | -- | -- | -- | ---- |
| 1    | HJK Helsinki      | 33  | 22 | 15 | 3  | 4  | 38 | 14 | +24  |
| 2    | Kuusysi Lahti T C | 30  | 22 | 12 | 6  | 4  | 37 | 21 | +16  |
| 3    | TPS Turku         | 28  | 22 | 12 | 4  | 6  | 36 | 21 | +15  |
| 4    | FC Ilves Tampere  | 25  | 22 | 12 | 1  | 9  | 43 | 43 | 0    |
| 5    | RoPS Rovaniemi    | 24  | 22 | 9  | 6  | 7  | 30 | 25 | +5   |
| 6    | PPT Pori          | 23  | 22 | 9  | 5  | 8  | 39 | 32 | +7   |
| 7    | MP Mikkeli        | 22  | 22 | 8  | 6  | 8  | 27 | 21 | +6   |
| 8    | KuPS Kuopio       | 21  | 22 | 8  | 5  | 9  | 34 | 39 | -5   |
| 9    | Haka Valkeakoski  | 19  | 22 | 7  | 5  | 10 | 30 | 36 | -6   |
| 10   | Reipas Lahti P    | 14  | 22 | 4  | 6  | 12 | 20 | 43 | -23  |
| 11   | KePS Kemi         | 13  | 22 | 5  | 3  | 14 | 19 | 33 | -14  |
| 12   | Koparit Kuopio    | 12  | 22 | 1  | 10 | 11 | 17 | 42 | -25  |

|  | Qualification pour la Coupe d'Europe des clubs champions 1988-1989                      |
|  | Qualification pour la Coupe des Coupes 1988-1989                                        |
|  | Qualification pour la Coupe UEFA 1988-1989                                              |
|  | Participation au barrage de promotion-relégation                                        |
|  | Relégation directe en Ykkonen                                                           |
|  | T Tenant du titre C Vainqueur de la Coupe de Finlande P Club promu de deuxième division |

#### Barrages de promotion-relégations
Le KePS Kemi doit rencontrer le vice-champion de deuxième division, le club de GrIFK Kauniainen, pour tenter de se maintenir parmi l'élite. Les matchs se disputent sous forme d'aller-retour.
| Équipe 1              | Résultat | Équipe 2  | Aller | Retour |
| --------------------- | -------- | --------- | ----- | ------ |
| GrIFK Kauniainen (D2) | 2 - 7    | KePS Kemi | 0 - 2 | 2 - 5  |

## Bilan de la saison
| Championnat de Finlande de football 1987                  |                          |
| Champion                                                  | HJK Helsinki (15e titre) |
| Coupes et trophées                                        |                          |
| Vainqueur de la Coupe de Finlande 1987                    | Kuusysi Lahti            |
| Qualifications continentales                              |                          |
| Coupe d'Europe des clubs champions 1988-1989 Premier tour | HJK Helsinki             |
| Coupe des Coupes 1988-1989 Premier tour                   | Kuusysi Lahti            |
| Coupe UEFA 1988-1989 Premier tour                         | TPS Turku                |
| Promotions et relégations                                 |                          |
| Promus en Mestaruussarja                                  | OTP Oulu                 |
| Relégués en Ykkonen                                       | Koparit Kuopio           |